# Orchestra Filarmonica di Varsavia

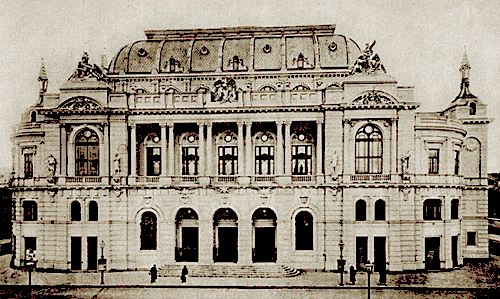
La sede dell'Orchestra filarmonica di Varsavia intorno al 1901

L'Orchestra filarmonica di Varsavia, (in lingua polacca: Orkiestra Filharmonii Narodowej w Warszawie) una delle più importanti istituzioni musicali della Polonia, è stata fondata nel 1901 dopo un'assemblea di aristocratici, uomini d'affari e musicisti. Dall'anno della sua fondazione allo scoppio della prima guerra mondiale, hanno collaborato con l'orchestra della capitale polacca i più grandi compositori, direttori e strumentisti dell'epoca: Sergej Vasil'evič Rachmaninov, Edvard Grieg, Ruggero Leoncavallo, Sergej Sergeevič Prokof'ev, Richard Strauss, Maurice Ravel, Igor' Fëdorovič Stravinskij, Camille Saint-Saëns, Pau Casals, Jascha Heifetz e Arthur Rubinstein.
La seconda guerra mondiale interruppe l'attività dell'orchestra e la derubò del suo prestigio a livello internazionale. La filarmonica di Varsavia perse metà dei suoi membri, oltre al suo elegante edificio che era stato costruito da Karol Kozłowski come modello dell'Opéra national de Paris. Sebbene l'orchestra riprese a suonare nella stagione 1947-1948, dovette attendere fino al 1955 per tornare finalmente nella propria sede. Il direttore Witold Rowicki ebbe il compito di modernizzare il repertorio dell'orchestra, pur prestando sempre particolare attenzione al repertorio polacco. Ogni cinque anni l'orchestra suona i concerti di Fryderyk Chopin con i finalisti del concorso pianistico internazionale Frédéric Chopin.

## Direttori musicali
- Emil Młynarski (1901–05)
- Zygmunt Noskowski (1906–08)
- Henryk Melcer-Szczawiński (1908–09)
- Grzegorz Fitelberg (1909–11)
- Zdzisław Birnbaum (1911–14, 1916–18)
- Roman Chojnacki (1918–38)
- Józef Ozimiński (1938–39)
- Olgierd Straszyński (1945–46)
- Andrzej Panufnik (1946–47)
- Jan Maklakiewicz (1947–48)
- Witold Rudziński (1948–49)
- Władysław Raczkowski (1949–50)
- Witold Rowicki (1950–55, 1958–77)
- Bohdan Wodiczko (1955–58)
- Kazimierz Kord (1977–2001)
- Antoni Wit (2002-)